# Allium deltoidefistulosum
Allium deltoidefistulosum är en amaryllisväxtart som beskrevs av S.O.Yu, S.Lee och W.T.Lee. Allium deltoidefistulosum ingår i släktet lökar, och familjen amaryllisväxter. Inga underarter finns listade i Catalogue of Life.